# Pirene

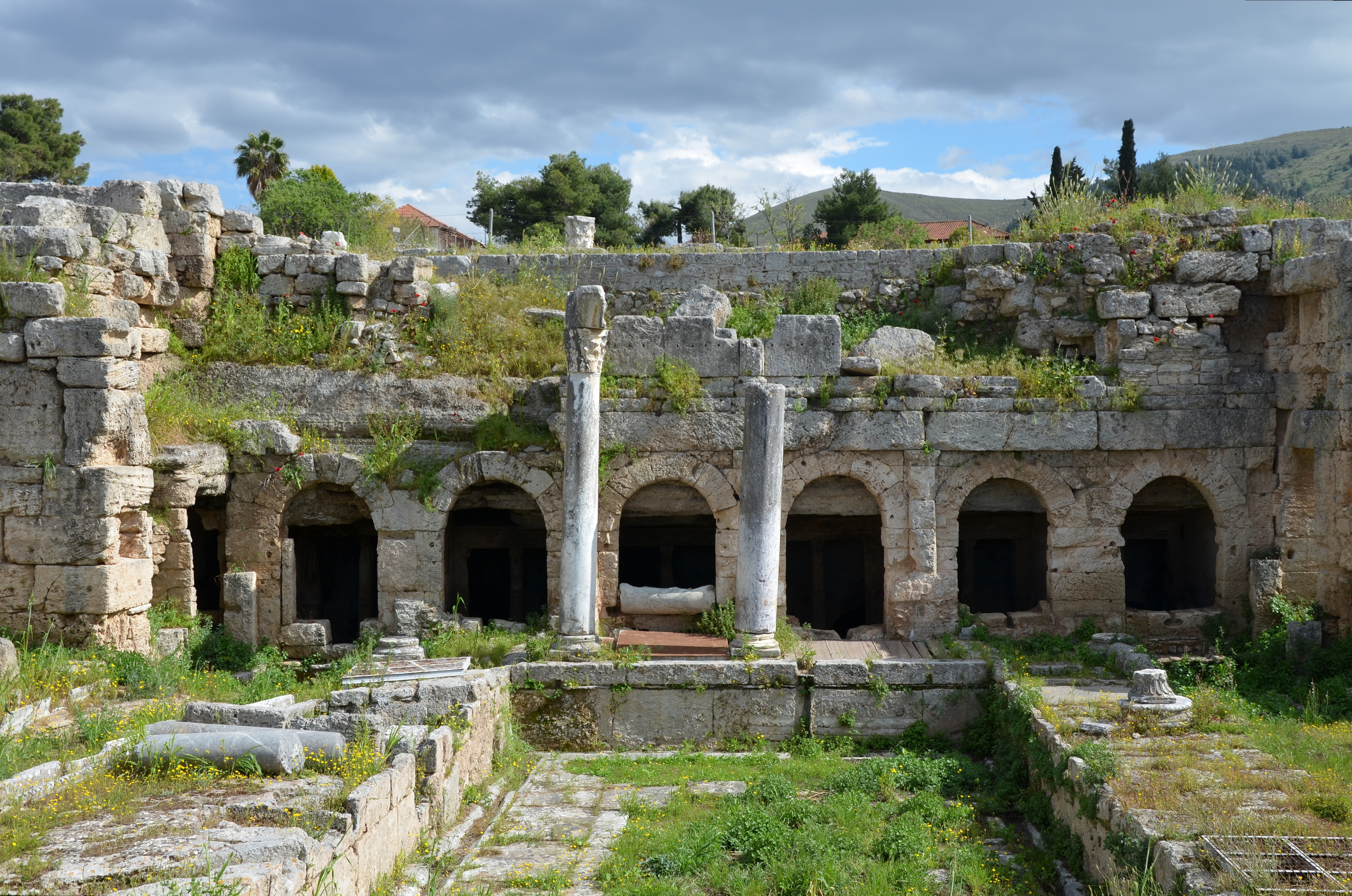
Pirene bron

De Pirene was een bron in Korinthe die heilig was voor de muzen. Hij was gevormd uit witte steen en uit een aantal gaten stroomde water in een bassin. Volgens de legende zou de nimf Pirene toen haar zoon door Diana was gedood zo veel hebben gehuild dat ze in een bron veranderde.
De Pirene zou zijn ontstaan door een stamp van de hoef van Pegasus. Hetzelfde wordt gezegd van de Hippocrene en de Aganippe. Bellerophon kwam op aanwijzing van Polyidus bij de Pirene alwaar hij Pegasus vond en temde.
De resten van de Pirene zijn nog steeds te bekijken in de ruïnes van Korinthe.